# تجمع المسيحلة (القطن)
'

تعديل مصدري - تعديل

تجمع المسيحلة هي إحدى قرى عزلة وادي سر بمديرية القطن التابعة لمحافظة حضرموت، بلغ تعداد سكانها 30 نسمة حسب تعداد اليمن لعام 2004.